# Златогорлые колибри
Златогорлые колибри (лат. Polytmus) — род птиц семейства колибри, описанный французским зоологом Жаком Бриссоном в 1760 году. Название рода происходит от древнегреческого др.-греч. πολυτιμος — «очень дорогой», «ценный».

## Классификация
Род относят к подсемейству Trochilinae и включают в него три вида.
- Белохвостый златогорлый колибри Polytmus guainumbi (Pallas, 1764)
- Тепуйский златогорлый колибри Polytmus milleri (Chapman, 1929)
- Зеленохвостый златогорлый колибри Polytmus theresiae (Da Silva Maia, 1843)

## Распространение
Представители рода встречаются на Ямайке, Колумбии, Венесуэле, Суринаме, Гайане, Бразилии, Боливии и Парагвае.

## Охрана
Вcе виды внесены в Красный список угрожаемых видов МСОП со статусом LC (Виды, вызывающие наименьшие опасения).